# Cobham (Kent)
Cobham is een civil parish in het bestuurlijke gebied Gravesham, in het Engelse graafschap Kent. De plaats telt 1469 (2011) inwoners. 
De kerk uit de 13e eeuw is opgedragen aan Maria Magdalena. Het landhuis Cobham Hall heeft lange tijd dienstgedaan als landgoed van de graaf van Darnley, en het is tegenwoordig een beschermd gebouw. Vanaf 1957 is het een openbare meisjesschool.
Het dorp heeft sterke banden met Charles Dickens, die vele malen door het dorp heeft gewandeld en zijn eerste roman The Pickwick Papers er liet afspelen.